# Liste der Naturdenkmale in Ubstadt-Weiher
| Naturdenkmale | Anzahl |
| ------------- | ------ |
| FND           | 14     |
| END           | 5      |
| Gesamt        | 19     |

Die Liste der Naturdenkmale in Ubstadt-Weiher nennt die verordneten Naturdenkmale (ND) der im baden-württembergischen Landkreis Karlsruhe liegenden Gemeinde Ubstadt-Weiher. In Ubstadt-Weiher gibt es insgesamt 19 als Naturdenkmal geschützte Objekte, davon 14 flächenhafte Naturdenkmale (FND) und fünf Einzelgebilde-Naturdenkmale (END).
Stand: 1. November 2016.

## Flächenhafte Naturdenkmale (FND)
| Name                               | Bild | Kennung     | Einzelheiten   | Position | Fläche Hektar | Datum         |
| ---------------------------------- | ---- | ----------- | -------------- | -------- | ------------- | ------------- |
| Altackerhohl                       |      | 82150840017 | Ubstadt-Weiher | ⊙        | 1,8           | 19. Dez. 1990 |
| Äußerer Berz                       |      | 82150840010 | Ubstadt-Weiher | ⊙        | 1,7           | 19. Dez. 1990 |
| Bischofsrot                        |      | 82150840014 | Ubstadt-Weiher | ⊙        | 0,5           | 19. Dez. 1990 |
| Engelsberg                         |      | 82150840019 | Ubstadt-Weiher | ⊙        | 4,4           | 19. Dez. 1990 |
| Engelterhohle                      |      | 82150840015 | Ubstadt-Weiher | ⊙        | 0,9           | 19. Dez. 1990 |
| Hirschhohle                        |      | 82150840016 | Ubstadt-Weiher | ⊙        | 1,3           | 19. Dez. 1990 |
| Hohlweg am Vituskreuz              | BW   | 82150840018 | Ubstadt-Weiher | ⊙        | 0,1           | 19. Dez. 1990 |
| Hollerbrunnen                      |      | 82150840011 | Ubstadt-Weiher | ⊙        | 2,6           | 19. Dez. 1990 |
| Kraichbachschlingen beim Kleinerle |      | 82150840013 | Ubstadt-Weiher | ⊙        | 3,5           | 19. Dez. 1990 |
| Lochwiesengraben                   |      | 82150840008 | Ubstadt-Weiher | ⊙        | 1,9           | 19. Dez. 1990 |
| Schmalbruch                        |      | 82150840009 | Ubstadt-Weiher | ⊙        | 4,3           | 19. Dez. 1990 |
| Silzenwiesen                       |      | 82150840006 | Ubstadt-Weiher | ⊙        | 4,6           | 13. Dez. 1989 |
| Tränke                             |      | 82150840012 | Ubstadt-Weiher | ⊙        | 1,1           | 19. Dez. 1990 |
| Ubstadter Salzquelle               |      | 82150840002 | Ubstadt-Weiher | ⊙        | 0,1           | 9. März 1987  |
| Legende für Naturdenkmal           |      |             |                |          |               |               |

## Einzelgebilde (END)
| Name                                                                                | Bild | Kennung     | Einzelheiten   | Position | Fläche Hektar | Datum        |
| ----------------------------------------------------------------------------------- | ---- | ----------- | -------------- | -------- | ------------- | ------------ |
| Eiche Obere Lußhardt                                                                |      | 82150840005 | Ubstadt-Weiher | ⊙        | 0,0           | 9. März 1987 |
| Hugo-Beyer-Eiche                                                                    |      | 82150840001 | Ubstadt-Weiher | ⊙        | 0,0           | 9. März 1987 |
| Speierling am Schelmenwald                                                          |      | 82150840003 | Ubstadt-Weiher | ⊙        | 0,0           | 9. März 1987 |
| Speierling in der Tiefelter Hohle                                                   |      | 82150840004 | Ubstadt-Weiher | ⊙        | 0,0           | 9. März 1987 |
| Ubstadt-Weiherer Sammelverordnung über naturschutzwürdige Flurbäume (540 Flurbäume) |      | 82150840007 | Ubstadt-Weiher | ⊙        | 0,0           | 3. Okt. 1988 |
| Legende für Naturdenkmal                                                            |      |             |                |          |               |              |